# Władysław Gustaw Sennewald
Władysław Gustaw Sennewald (ur. 9 września 1860, Warszawa – zm. 19 kwietnia 1929 tamże) – warszawski księgarz i wydawca, ostatni właściciel wydawnictwa Sennewald jako firmy rodzinnej.
Władysław Gustaw (wszyscy Sennewaldowie, ewangelicy, nosili imię Gustaw na pamiątkę obrońcy niemieckich protestantów, króla Szwecji Gustawa II Adolfa) po ukończeniu studiów w Rydze na tamtejszej Politechnice, odziedziczył rodzinną firmę w roku 1896 po śmierci ojca Gustawa Karola, jednak najwyraźniej nie chciał jej z nieznanych (być może zdrowotnych) powodów dalej prowadzić. Natychmiast po przejęciu wydawnictwa zlikwidował wydawniczy dział książkowy i wypożyczalnię książek i zajął się wyłącznie wydawaniem nut, przenosząc główną siedzibę firmy z ulicy Miodowej na Krakowskie Przedmieście nr. 7.
Wydawał między innymi dzieła Moniuszki, w jego firmie wydrukowano także wszystkie utwory muzyczne wuja Wilhelma Troschla i Aleksandra Zarzyckiego. Jednak już w roku 1901 sprzedał firmę swej długoletniej współpracownicy M. Reuttowej, która ją prowadziła do 1905 pod nazwą „Gustaw Sennewald – Księgarnia i skład nut muzycznych”. Sennewald resztę życia spędził żyjąc z kapitału.
Żonaty z Janiną z Tolczyków, miał z nią syna Gustawa (ur. 1901), o którym nic nie wiadomo poza tym, że w roku 1932 poślubił Wirginię Adelajdę Bortkiewicz, ur. 1906 (Gustaw S. nie widniał w książce telefonicznej Warszawy z 1939 r., ale jego potomkowie do dziś tam mieszkają).
Władysław Gustaw Sennewald pochowany został w grobach rodzinnym na warszawskim cmentarzu ewangelickim (Al.F nr 54).